# Aleksandra Beļcova
Aleksandra Beļcova (Suraz, 1892. március 17. – Riga, 1981. február 1.) lett (szovjet) festő, grafikus. A Rigai Művészek Csoportjának, a Művészek Egyesületének tagja, a Baltars (rigai porcelánfestő műhely) művésze.

## Élete

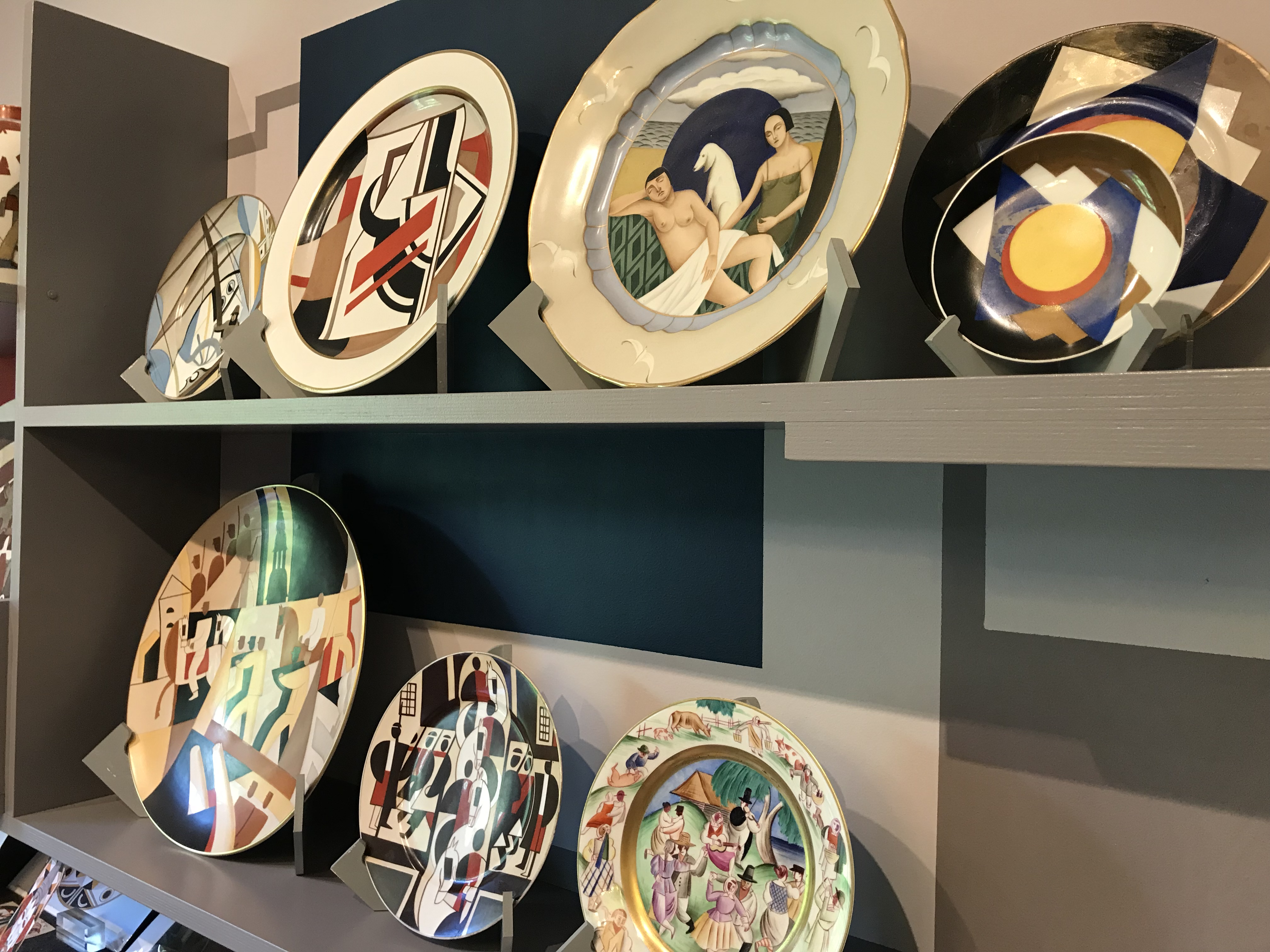
Festett porcelánok Romans Suta és Aleksandra Beļcova lakásmúzeumában

1892. március 17-én született Surazban, Oroszországban. 1912-ben Novozibkovban a  Városi Népiskolában, 1917-ben a Penza Művészeti Iskolában végzett. Tanulmányai során számos feltörekvő művészt megismert, akik menekültként tanultak ott: Jēkabu Kazaku, Konrādu Ubānu, Kārli Johansonu, Valdemāru Toni. Itt találkozott férjével, Romans Sutával. 1917-ben Petrográdba utazott, ahol az Állami Szabad Művészeti Műhelyben Nathan Altmannál tanult (1918–1919). 1919-ben először itt vett részt kiállításon. Ezután Lettországba költözött. 1922-ben feleségül vette Roman Sutra, és ugyanabban az évben Párizsba utaztak, ahol 1923. március 28-án megszületett leánygyermeke, Tatjana Suta. Berlinbe és Drezdába is ellátogattak, 1924-ben tértek haza.
Tagja volt a Rigai Művészek Csoportjának (1920–1924). A férjével együtt részt vett a Baltars (1924–1929) porcelánfestő műhelyében. 1945-től a Művészek Szövetségének tagja. Olaj-, pasztell-, akvarelltechnikában dolgozott. Leginkább portrékat és csendéleteket festett. Az art déco művészet legjelentősebb képviselője Lettországban.
1981-ben halt meg, Rigában, az Erdei temetőben temették el.

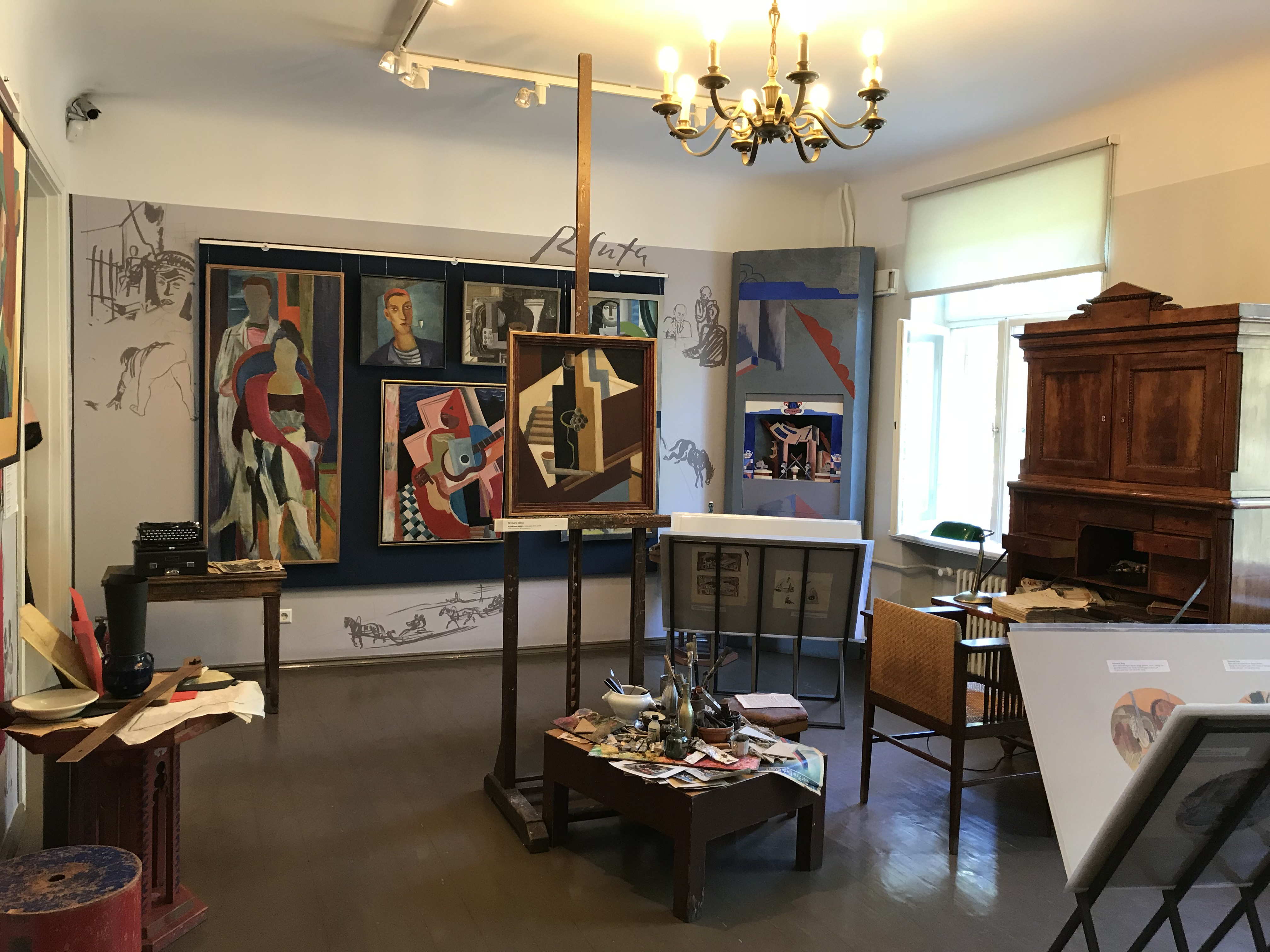
Romans Suta és Aleksandra Beļcova lakásmúzeuma

A leghíresebb festményei: Fehér és fekete (1925), Austra Ozolini-Krause arcképe (1927), Teniszjátékos (1928).

## Kiállításai
- Zöld Varjú Egyesület csoportos kiállításai (1927–1931)

### Egyéni
- Riga (1928, Roman Sutával együtt, 1962, 1972)
- Tukums (1963)
- Leningrád (1972, 1973)
- Liepāja (1974)
- Jūrmala (1977)

### Emlékkiállítások
- Riga (1984)
- Liepāja és Madona (1985)
- Valmiera (1986)

## Emlékezete
- 2008-ban Rigában múzeum nyílt Aleksandra Beļcova és Romans Suta munkájának bemutatására.[6]

## Fordítás
- Ez a szócikk részben vagy egészben  az   Aleksandra Beļcova című lett Wikipédia-szócikk ezen változatának fordításán alapul.  Az eredeti cikk szerkesztőit annak laptörténete sorolja fel. Ez a jelzés csupán a megfogalmazás eredetét és a szerzői jogokat jelzi, nem szolgál a cikkben szereplő információk forrásmegjelöléseként.